# Florian Henckel von Donnersmarck
Florian Henckel von Donnersmarck (Colònia, Alemanya, 2 de maig de 1973) és un director i guionista alemany,
Provinent d'una vella família noble de l'Alta Silèsia, els Henckel von Donnersmarck, té el títol de Graf (equivalent de comte). És més conegut per haver escrit i dirigida el film La vida dels altres, amb al qual va aconseguir un Oscar.

## Biografia
Florian Henckel von Donnersmarck va créixer entre Nova York, Berlín, Frankfurt i Brussel·les. Després dels estudis de rus a la Universitat Nacional d'Arquitectura i de l'Enginy civil a Sant Petersburg, estudia ciències polítiques, filosofia i economia al New College de la universitat d'Oxford.
Ajudant de direcció a Un temps per a l'amor (In Love and War) de Richard Attenborough, entra a la prestigiosa Hochschule für Fernsehen und Film München (Escola superior de cinema i de televisió de Múnic), on s'especialitza en direcció. Escriu i posa en escena diversos curts, com Dobermann (1999), Els mites urbans (2001) i El Templer (2002). La vida dels altres (Das Leben der Anderen), que treballa de 2002 a 2006, és el seu primer llargmetratge.
Florian és el fill de Leo-Ferdinand Graf Henckel von Donnersmarck, que havia estat president de la divisió alemanya de l'Orde de Malta, i d'Anna Maria von Berg. Té la nacionalitat alemanya i austríaca, encara que no hi hagi mai viscut a Àustria. És el germà petit del guionista Sebastian Graf Henckel von Donnersmarck. El seu oncle, Gregor Henckel von Donnersmarck, és l'abat de l'abadia de Heiligenkreuz, prop de Viena.
Florian i la seva dona, la jurista Christiane Asschenfeldt, ex-directora de Creative Commons Internacional tenen tres fills: Lara Cosima (nascuda l'any 2003), Leo Sylvester (nascut l'any 2005) i Alexis Lazarus (nascut l'any 2007). Viuen a Los Angeles i a Berlín.
El seu film La vida dels altres li ha suposat nombrosos premis: « millor film » i « millor director » al Premi del film alemany de 2006 ; « film europeu de l'any » i « guionista europeu de l'any » als Premis del cinema europeu de 2006 (l'actor principal del film, Ulrich Mühe, igualment ha estat premiat, com « actor europeu de l'any »); Best Foreign Language Film (« millor film en llengua estrangera ») als premis Los Angeles Film Critics Association de 2006; nominació al Globus d'Or a la millor pel·lícula de parla no anglesa de 2007 (el premi va ser concedit a Cartes des d'Iwo Jima de Clint Eastwood); Oscar a la millor pel·lícula de parla no anglesa de 2007; BAFTA a la millor pel·lícula de 2008; César a la millor pel·lícula estrangera de 2008.
El seu segon film, The Tourist, que Donnersmarck ha tornat a escriure, ha dirigit i ha acabat en menys d'11 mesos (Charlie Rosa diu que havia volgut una pausa en l'escriptura d'un guió fosc sobre el suïcidi), és un thriller romàntic alegre amb Angelina Jolie i Johnny Depp. Va ser nominat amb tres Premis Globus d'Or: millor comèdia musical o comèdia, Johnny Depp per a un actor de musical o còmic i Angelina Jolie per a una actriu musical o de comèdia,. Igualment ha estat nominada tres vegades als premis Teen Choice (millor film, millor actor, millor actriu), assolint els dos premis d'interpretació, i el premi Redbox Movie per al més lloat drama de 2011.
Florian Henckel von Donnersmarck va ser convidat a incorporar-se a l'Acadèmia de les Arts i les Ciències Cinematogràfiques el juny 2007.
Segons The Hollywood Reporter de finals d'octubre de 2016, realitzarà una sèrie de televisió, adaptació de la sèrie de còmic Thorgal de Jean Van Hamme i Grzegorz Rosinski
L'any 2018, el seu film Werk ohne Autor ės seleccionat a la Mostra de Venècia .

## Filmografia

### Curts
- 1997: Mitternacht: codirigida amb el seu germà Sebastian Henckel-Donnersmarck: també coguionista, productor, muntador
- 1998: Das Datum: codirigida amb el seu germà Sebastian Henckel-Donnersmarck: també coguionista, productor, muntador
- 1999: Dobermann: també guionista, productor, muntador
- 1999: El Templier (Der Templer): codirigida amb el seu germà Sebastian Henckel-Donnersmarck: també coproductor

### Llargmetratges
- 2006: La vida dels altres (Das Leben der Anderen): també guionista, coproductor
- 2010: The Tourist: també guionista
- 2018: Werk ohne Autor

## Premis i nominacions

### Premis
- 2000: Universal Studios Germany, Shocking Shorts Premi per a Dobermann: Millor curt
- 2000: Max Ophüls-Preis per a Dobermann: Millor curt
- 2006: Premi Los Angeles Film Critics Associació a la millor pel·lícula en llengua estrangera (Best Foreign Language Film) per a La vida dels altres
- 2006: Premi del cinema europeu per a La vida dels altres: Film europeu de l'any i Guionista europeu de l'any
- 2006: Premi del cinema alemany (Deutscher Filmpreis) per a La vida dels altres: Millor film i Millor director
- 2007: Oscar a la millor pel·lícula de parla no anglesa per a La vida dels altres
- 2008: César a la millor pel·lícula estrangera per a La vida dels altres
- 2008: BAFTA a la millor pel·lícula (Best Film Not in the Anglès Language), per a La vida dels altres
- 2011: 2 Premis Teen Choice per a The Tourist

### Nominacions
- 2011: 3 nominacions al Premis Teen Choice per a The Tourist
- 2011: 3 nominacions al Premis Globus d'Or per a The Tourist

### Honors i condecoracions
- Orde del Mèrit de Baviera
- Orde del Mèrit de Rin del Nord-Westfàlia
- Cavaller de l'orde de les Arts i de les Cartes
- Membre del Acadèmia de les Arts i les Ciències Cinematogràfiques
- 2009: Società Dante Alighieri Medalla d'or del Mèrit
- L'any 2011, Donnersmark ha estat honrat per la Universitat d'Oxford, sent un dels cent membres més distingits dels últims segles. Altres han estat honrats com Joan Duns Escot, Guillaume de Ockham, Erasmus de Rotterdam, Sant Thomas More, John Locke, Christopher Wren, Adam Smith, Thomas Edward Lawrence, Oscar Wilde, J. R. R. Tolkien i els més antics de la Universitat Rupert Murdoch, Bill Clinton i Stephen Hawking. Per a la coberta del Full de mà de l'any 2011, la Universitat d'Oxford ha nomenat 100 carrers al centre històric de Oxford per a aquests titulats. La carretera superior d'Oxpens ha rebut el nom de Florian Henckel von Donnersmarck.
- Donnersmark és membre del Consell Internacional al Museu d'Art Modern de Nova York, l'Orde francès de les Arts i Cartes, i els ordes del mèrit de Rin del Nord-Westfàlia.
- L"any 2013, és nomenat Young Global Líder pel Fòrum econòmic mundial.

## Influència
- La pel·lícula La vida dels altres de Donnersmark ha estat classificada 2a després de La vida és bella de Roberto Benigni, i davant Le Fabuleux Destin d'Amélie Poulain de Jean-Pierre Jeunet a l'enquesta « Europa en llista » en la pregunta millor film europeu de tots els temps.[3]
- El dramaturg alemany René Pollesch ha escrit una obra de teatre sobre Donnersmarck, i la seva motivació per escriure La vida dels altres per a la Volksbühne Berlín.
- L'any 2010, en una entrevista amb el diari britànic The Guardian, el realitzador Howard Davies va citar Donnersmarck com l'artista que admirava més.
- René Pollesch ha escrit una obra de teatre, L'Affaire Martin !, que se'n reia de Von Donnersmarck. Segons Pollesch, els pares del director, que van assistir a l'espectacle, han anat entre bastidors per dir que no els agradava.[4]

- Després de l'haver conegut al Fòrum econòmic mundial de Davos, Jay Nordlinger, ha escrit per al Nacional Review, una descripció de Donnersmarck com

| « | una de les persones més impressionants del planeta | » |

 ».
- El desembre de 2012, la universitat de Leeds ha organitzat un simposi de dos dies sobre el treball de Donnersmarck al Weetwood Hall, amb documents presentats per onze professors vinguts de tot el món, com David Bathrick de la universitat Cornell, Eric Rentschler de la universitat Harvard i Jaimey Fisher de la UC Davis.[6] Paul Cooke, de la universitat de Leeds, ha presentat una comunicació titulada Diàleg de Henckel von Donnersmarck amb Hollywood: de la vida dels altres a The Tourist (2010), on ha examinat com a The Tourist, Donnersmarck utilitza el seu

| « | punt de vista cultural europeu d'incrementar més que de criticar els valors fonamentals de Hollywood cinema de gènere | » |

, tot descrivint el film com un rebuig conscient de tot frenetisme de Hollywood ». Els documents han estat publicats sota forma de llibre per  de Gruyter el juny de 2013. Una conferència donada per Donnersmarck a la universitat de Cambridge, el 10 d'octubre de 2008, i una introducció per Paul Cooke van ser afegides a un primer capítol.